# Курбаналиев, Джалалудин Магомедович
Джалалудин Магомедович Курбаналиев (9 мая 1986, Бежта, Цунтинский район, Дагестанская АССР, РСФСР, СССР) — российский борец вольного стиля.

## Спортивная карьера
В 12 летнем возрасте Джалалудин делает первые шаги в вольной борьбе в Кизляре, где учился в школе-интернате и занимался под руководством Шамиля Магомедова на протяжении пяти лет. После чего перебрался в Махачкалу и выступал в споршколе им. Г. Гамидова, где его тренировал Анвар Магомедгаджиев.в 2011 году он переезжает в Хасавюрт и выступает за спортшколу им. Ш. Умаханова Гаджи Рашидова. В 2011 году он стал бронзовым призёром чемпионата России. В 2012 году в составе сборной России участвовал на Кубке мира в Баку, где в команде занял 4 место, а в личных соревнованиях 4 место.

## Карьера
- Чемпионат России по вольной борьбе 2011  — ;
- Кубок мира по борьбе 2014  — 7;

## Личная жизнь
Окончил педагогический факультет ДГПУ. Младший брат — Магомед, чемпион мира по борьбе, другой младший брат Шамиль, также борец.